# Bosnie-Herzégovine aux Jeux olympiques d'été de 2024
La Bosnie-Herzégovine participe aux Jeux olympiques de 2024 à Paris. Il s'agit de sa 8e participation à des Jeux olympiques d'été.
L'athlète Mesud Pezer et la judokate Larisa Cerić sont nommés porte-drapeaux de la délégation bosnienne.

## Nombre d’athlètes qualifiés par sport
Voici la liste des qualifiés et sélectionnés bosniens par sport (remplaçants compris) :
| Sport      | Hommes | Femmes | Total |
| ---------- | ------ | ------ | ----- |
| Athlétisme | 1      | 0      | 1     |
| Judo       | 0      | 2      | 2     |
| Natation   | 1      | 1      | 2     |
| Total      | 2      | 3      | 5     |

## Bilan général
| Sport      | Médaille d'or, Jeux olympiques | Médaille d'argent, Jeux olympiques | Médaille de bronze, Jeux olympiques | Total | Rang pays |
| ---------- | ------------------------------ | ---------------------------------- | ----------------------------------- | ----- | --------- |
| Athlétisme |                                |                                    |                                     |       |           |
| Judo       |                                |                                    |                                     |       |           |
| Natation   |                                |                                    |                                     |       |           |
| Total      |                                |                                    |                                     |       |           |

| Jour       | Médaille d'or, Jeux olympiques | Médaille d'argent, Jeux olympiques | Médaille de bronze, Jeux olympiques | Total |
| ---------- | ------------------------------ | ---------------------------------- | ----------------------------------- | ----- |
| 26 juillet |                                |                                    |                                     |       |
| 27 juillet |                                |                                    |                                     |       |
| 28 juillet |                                |                                    |                                     |       |
| 29 juillet |                                |                                    |                                     |       |
| 30 juillet |                                |                                    |                                     |       |
| 31 juillet |                                |                                    |                                     |       |
| 1er août   |                                |                                    |                                     |       |
| 2 août     |                                |                                    |                                     |       |
| 3 août     |                                |                                    |                                     |       |
| 4 août     |                                |                                    |                                     |       |
| 5 août     |                                |                                    |                                     |       |
| 6 août     |                                |                                    |                                     |       |
| 7 août     |                                |                                    |                                     |       |
| 8 août     |                                |                                    |                                     |       |
| 9 août     |                                |                                    |                                     |       |
| 10 août    |                                |                                    |                                     |       |
| 11 août    |                                |                                    |                                     |       |
| Total      |                                |                                    |                                     |       |

| Sexe   | Médaille d'or, Jeux olympiques | Médaille d'argent, Jeux olympiques | Médaille de bronze, Jeux olympiques | Total |
| ------ | ------------------------------ | ---------------------------------- | ----------------------------------- | ----- |
| Hommes |                                |                                    |                                     |       |
| Femmes |                                |                                    |                                     |       |
| Mixte  |                                |                                    |                                     |       |
| Total  |                                |                                    |                                     |       |

## Médaillés
| Sport | Discipline | Athlète(s) | Performance | Date |
| ----- | ---------- | ---------- | ----------- | ---- |
|       |            |            |             |      |

| Sport | Discipline | Athlète(s) | Performance | Date |
| ----- | ---------- | ---------- | ----------- | ---- |
|       |            |            |             |      |

| Sport | Discipline | Athlète(s) | Performance | Date |
| ----- | ---------- | ---------- | ----------- | ---- |
|       |            |            |             |      |

## Résultats

### Athlétisme
| Athlètes    | Épreuve                  | Qualification | Qualification | Finale      | Finale |
| Athlètes    | Épreuve                  | Performance   | Rang          | Performance | Rang   |
| ----------- | ------------------------ | ------------- | ------------- | ----------- | ------ |
| Mesud Pezer | Lancer du poids masculin | m             | e             | m           | e      |

### Judo
| Athlète                   | Compétition    | 1er tour            | 2e tour             | Quart de finale     | Demi-finale         | Repêchage           | Finale / CB         | Rang |
| Athlète                   | Compétition    | Adversaire Résultat | Adversaire Résultat | Adversaire Résultat | Adversaire Résultat | Adversaire Résultat | Adversaire Résultat | Rang |
| ------------------------- | -------------- | ------------------- | ------------------- | ------------------- | ------------------- | ------------------- | ------------------- | ---- |
| Aleksandra Samardžić (en) | Moins de 70 kg |                     |                     |                     |                     |                     |                     | e    |
| Larisa Cerić              | Plus de 78 kg  |                     |                     |                     |                     |                     |                     | e    |

### Natation
| Athlète          | Épreuve          | Séries      | Séries      | Demi-finales | Demi-finales | Finale | Finale |
| Athlète          | Épreuve          | Temps       | Rang        | Temps        | Rang         | Temps  | Rang   |
| ---------------- | ---------------- | ----------- | ----------- | ------------ | ------------ | ------ | ------ |
| Jovan Lekić (no) | 400 m nage libre | Non disputé | Non disputé |              | e            |        | e      |

| Athlète    | Épreuve        | Séries         | Séries | Demi-finales | Demi-finales | Finale | Finale |   |
| Athlète    | Épreuve        | Temps          | Rang   | Temps        | Rang         | Temps  | Rang   |   |
| ---------- | -------------- | -------------- | ------ | ------------ | ------------ | ------ | ------ | - |
| Lana Pudar | 100 m papillon |                | e      |              | e            |        | e      |   |
| Lana Pudar |                | 200 m papillon |        | e            |              | e      |        | e |